# SheSays
SheSays war eine österreichische Rock-Band aus Wien.

## Geschichte

### Anfänge
Die Band wurde im Mai 2004 von der Sängerin Gudrun Liemberger, dem Gitarristen Andy Liu, dem Bassisten Valentin Rosegger und der Schlagzeugerin Cathi Priemer gegründet.
Die Sängerin und Songwriterin Gudrun Liemberger konnte ein abgeschlossenes Musical-, Gesang- und Schauspielstudium vorweisen. Ihre jüngsten Jahre waren bereits von Musik geprägt gewesen. Banderfahrung hatte sie in den verschiedensten Richtungen (Irish Folk, Folk-Pop, Jazz) gesammelt. Sie hatte bereits eine Tochter. Die Schlagzeugerin Cathi Priemer war mit 21 Jahren die Jüngste des Quartetts, lernte schon mit zehn Schlagzeug und studierte am Wiener Musikkonservatorium. Außerdem hatte sie zuvor in der Punkband Pantskirt gespielt.
Banderfahrung hatte auch Bassist Valentin Rosegger, der mit seiner Band Spit schon bei Großkonzerten im Vorprogramm gespielt hatte. Er ist zudem gelernter Tontechniker. Er und Priemer kannten sich schon, als die zufällige Begegnung mit Liemberger im Probelokal den Grundstein für die Band legte. Sie beschlossen, gleich ein Album aufzunehmen, und dafür komplettierte Gitarrist Andy Liu die Gruppe. Er hatte ebenfalls schon viel Banderfahrung und verzichtete für die Band auf ein Musikstudium.

### Ö3 Soundcheck und danach

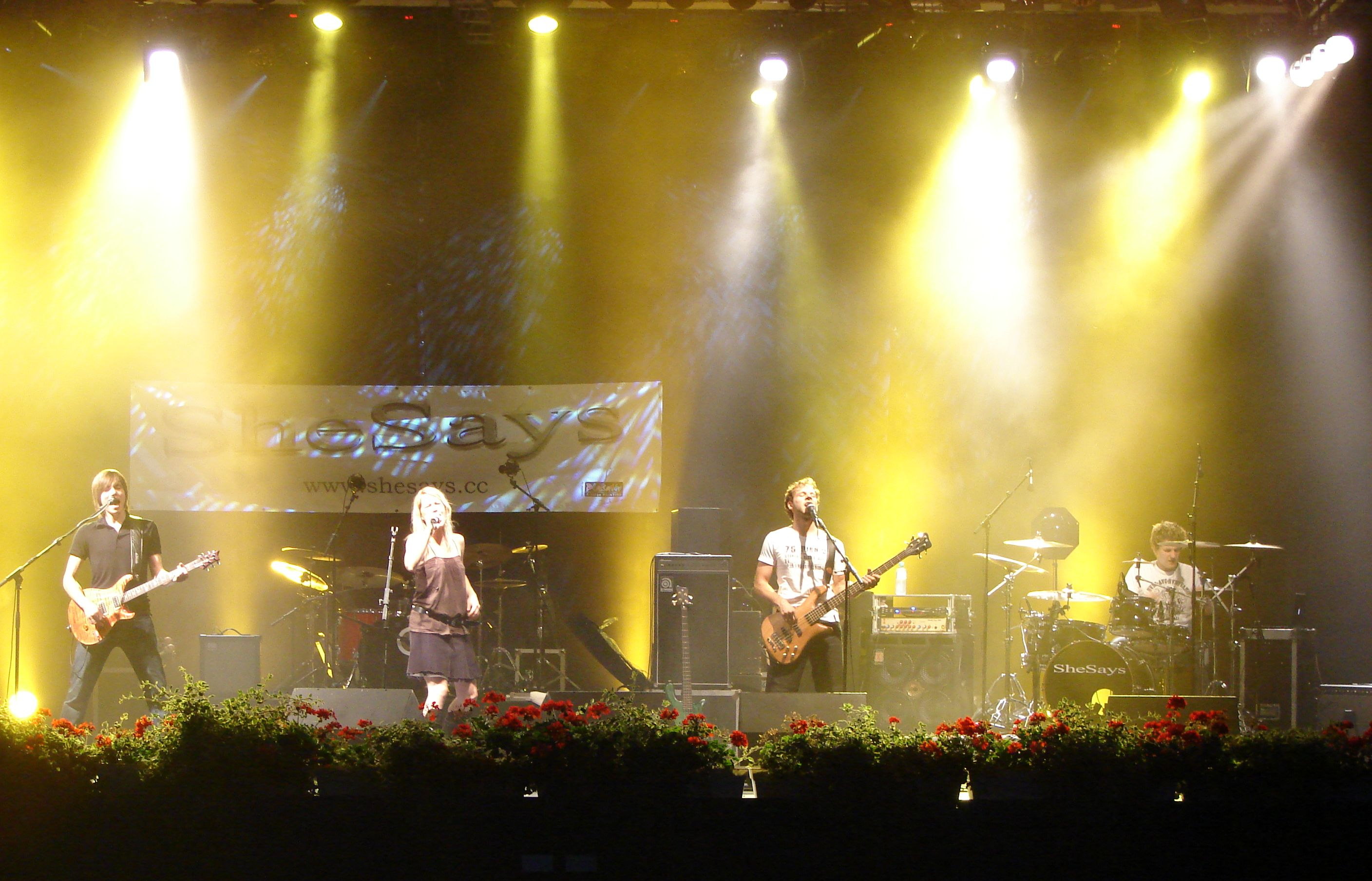
SheSays (2007)

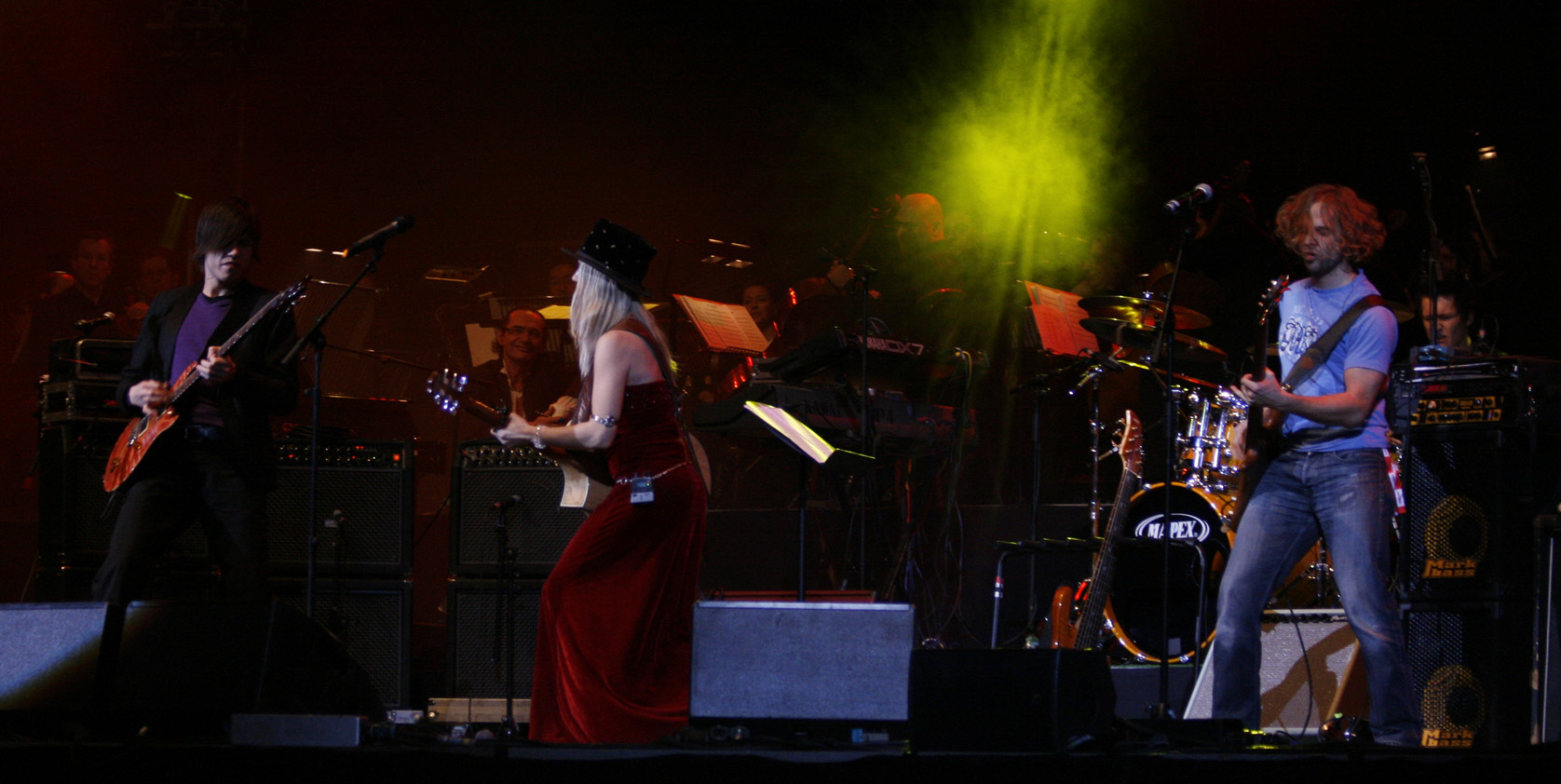
SheSays (2008)

Um für einen Plattenvertrag auf sich aufmerksam zu machen, bewarben sie sich beim Ö3 Soundcheck 2005, an dem knapp 600 Bands teilnahmen. Im November 2005 konnten sie sich im Finale der besten 15 in der Hörerabstimmung durchsetzen. Mit ihrem Song Rosegardens eroberten sie im Anschluss die österreichischen Charts und erreichten Platz 2. Das Video zur Single ist angelehnt an das des U2-Songs New Year’s Day und spielt in einem schneebedeckten Garten in dem Rosen wachsen.
Im März 2006 folgte das Album unter dem Titel SheSays, das es auf Anhieb bis an die Spitze der LP-Charts schaffte. SheSays waren 2006 für zwei Amadeus Austrian Music Awards nominiert und erhielten ihn in der Kategorie Newcomer des Jahres national, während sie sich bei Single des Jahres 2006 nicht durchsetzen konnte. Im Juni 2006 hatte die Band einen Auftritt am Wiener Donauinselfest. Im selben Jahr tourte die Band – unter anderem als Vorband von Deep Purple – quer durch Europa, wo sie sehr erfolgreich waren.
Im Frühjahr 2007, noch vor Veröffentlichung eines zweiten Albums, wurde der Ausstieg von Schlagzeugerin Cathi Priemer bekannt gegeben, die sich anderen Projekten widmen will. Sie spielte daraufhin in der Band von Alex Golda (Ex-Starmaniac). Das verbleibende Trio beschloss daraufhin, ohne feste Besetzung des Schlagzeugs weiterzumachen. Kurze Zeit danach kam die Single Open Your Eyes heraus, die Platz 39 in den Ö3 Austria Top 40 erreichte. Einige Monate später erschien mit Want It das zweite Album der Band, das den 18. Platz der Charts erreichte. SheSays suchten einen neuen Schlagzeuger und wurden mit Rainer Schumich fündig. Außerdem gingen sie mit Bryan Adams auf Mitteleuropa-Tournee. Die Single Save Me erschien am 27. Juli 2007. Eine Coverversion des gleichnamigen Songs der Rockband Queen, die Platz 37 erreichte. Am 25. April 2008 wurde die dritte Single mit dem Titel Tear Me Down veröffentlicht. Im Herbst 2008 veröffentlichte die Band das Lied It's Time als Auskoppelung aus dem Unplugged-Album Acoustic Live, das diesmal – statt bei EMI Music – bei Homebase Records erschien.
Im November 2009 löste sich die Band aufgrund musikalischer Differenzen auf. Gudrun Liemberger ist unter dem Namen GuGabriel weiterhin musikalisch tätig.

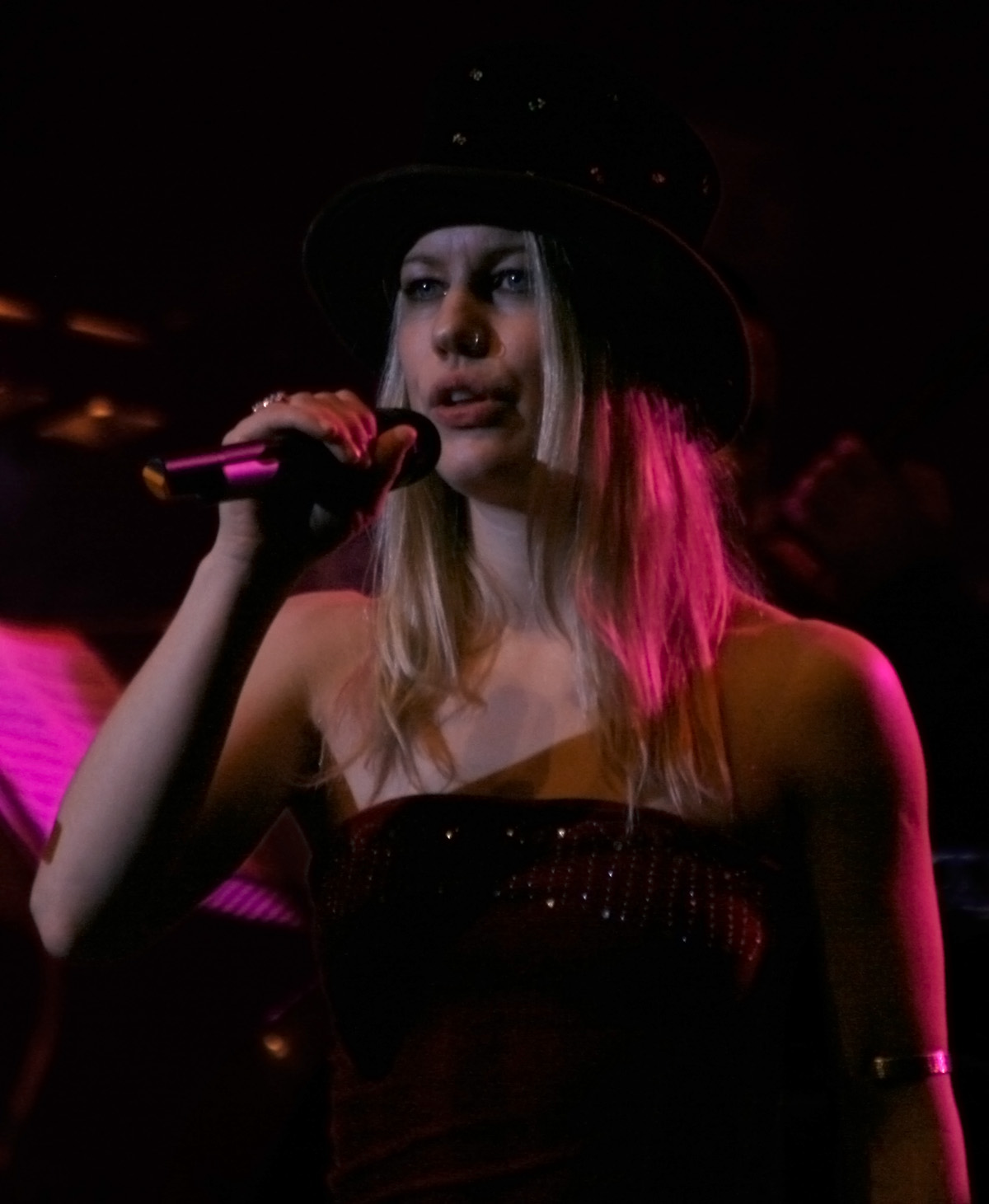
Gudrun Liemberger
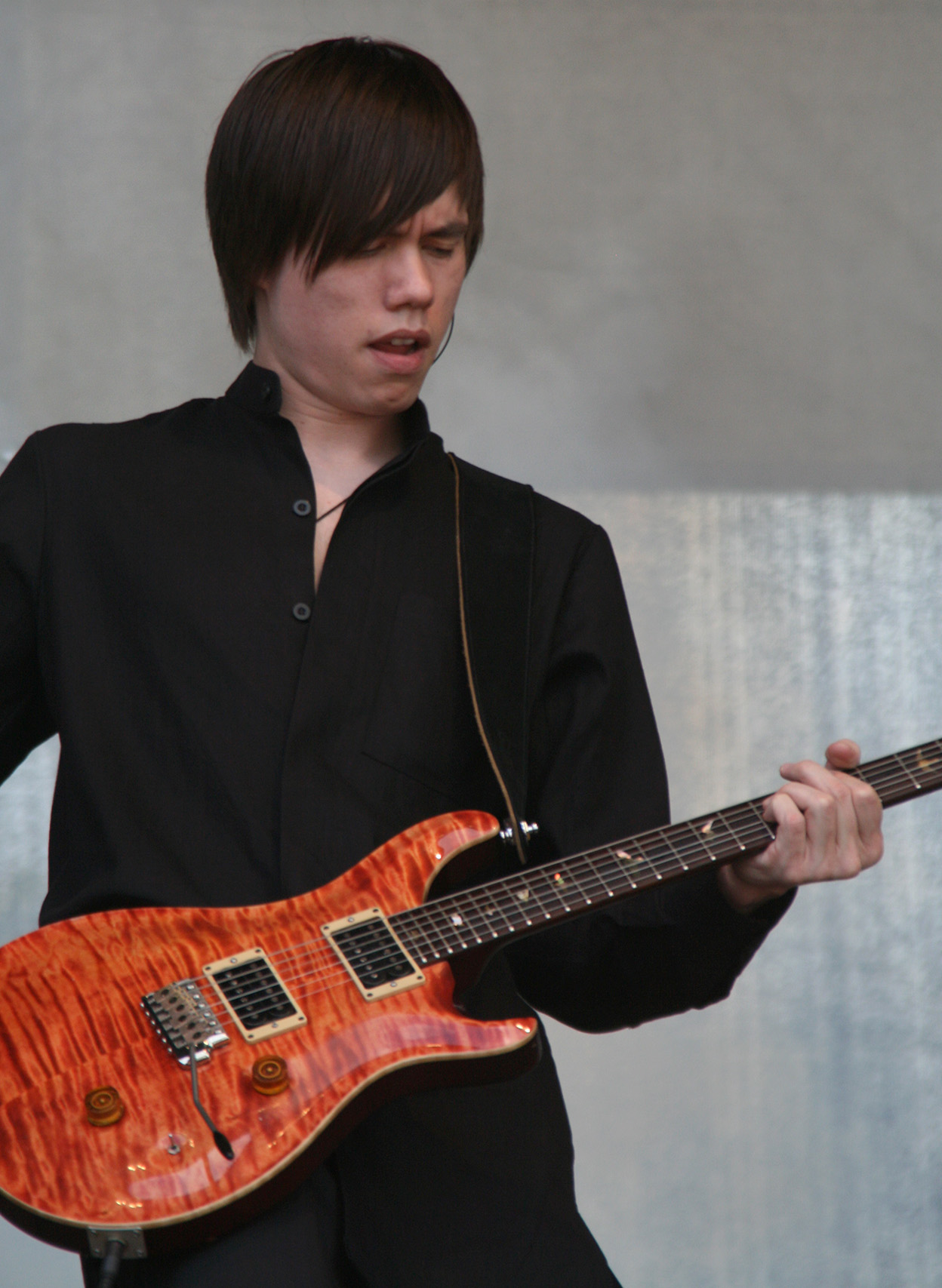
Andy Liu
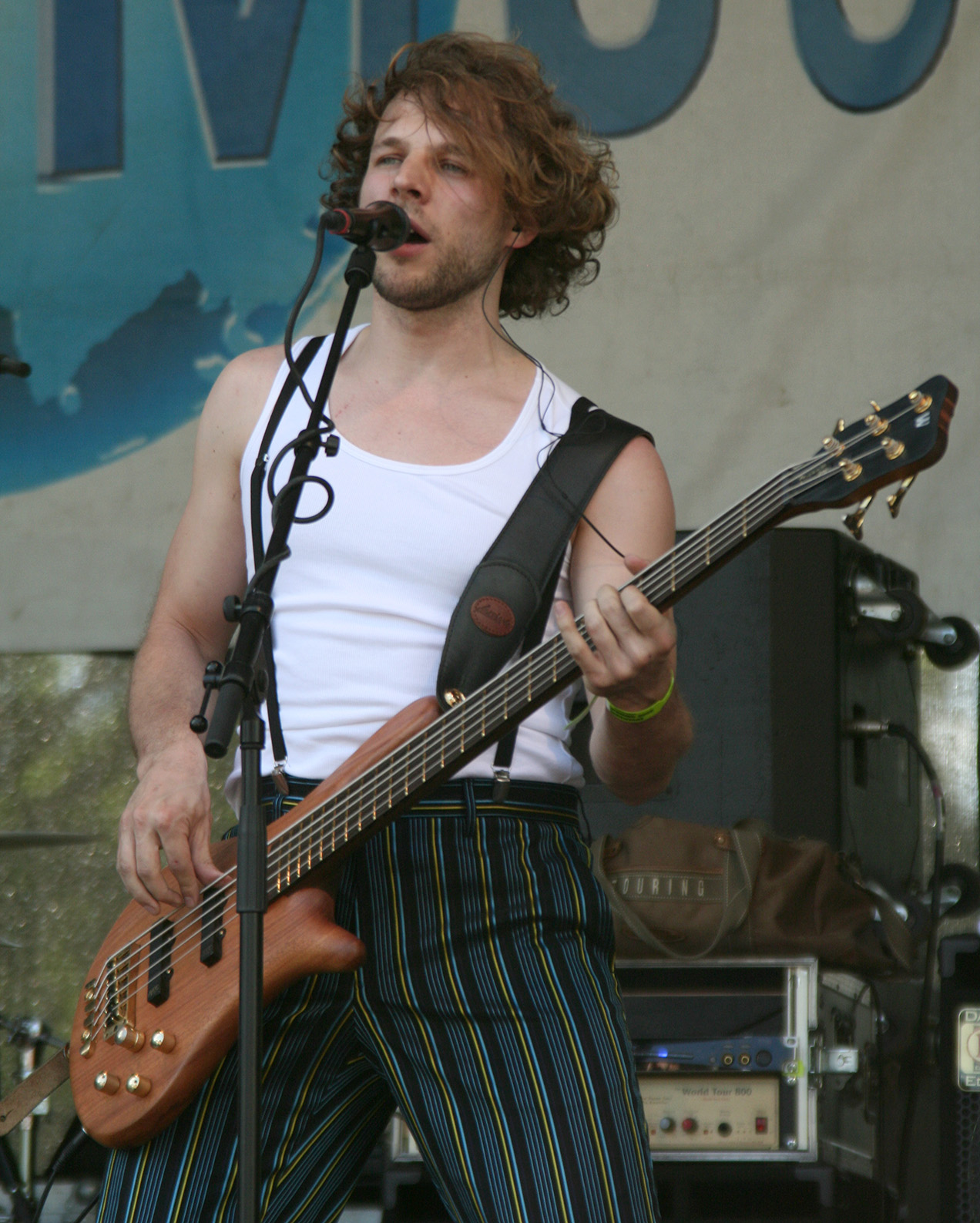
Valentin Rosegger (2003–2008)
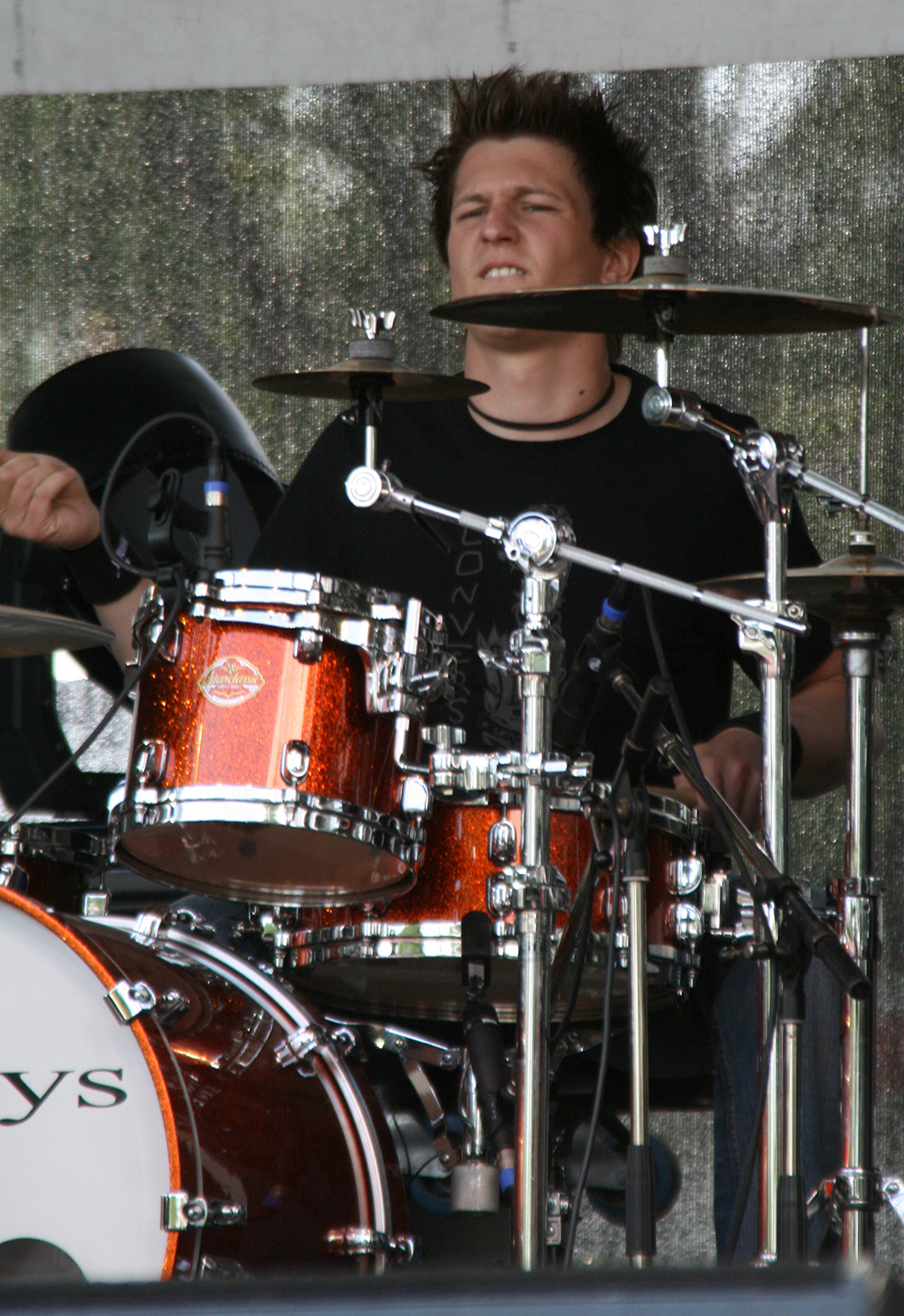
Rainer Schumich (2008)

## Diskografie

### Alben
| Jahr | Titel         | Höchstplatzierung, Gesamtwochen, AuszeichnungChartsChartplatzierungen (Jahr, Titel, Platzierungen, Wochen, Auszeichnungen, Anmerkungen) | Anmerkungen |
| Jahr | Titel         | AT | Anmerkungen |
| ---- | ------------- | --- | ----------- |
| 2006 | SheSays       | AT1 Gold · (22 Wo.)AT |             |
| 2007 | Want It       | AT18 (11 Wo.)AT |             |
| 2008 | Acoustic Live | — |             |

### Singles
| Jahr | Titel Album             | Höchstplatzierung, Gesamtwochen, AuszeichnungChartsChartplatzierungen (Jahr, Titel, Album, Platzierungen, Wochen, Auszeichnungen, Anmerkungen) | Anmerkungen |
| Jahr | Titel Album             | AT | Anmerkungen |
| ---- | ----------------------- | --- | ----------- |
| 2005 | Rosegardens SheSays     | AT2 (18 Wo.)AT |             |
| 2006 | She Says SheSays        | AT41 (13 Wo.)AT |             |
| 2006 | Mountainside SheSays2   | — |             |
| 2007 | Open Your Eyes Want It  | AT39 (12 Wo.)AT |             |
| 2007 | Save Me Want It         | AT37 (15 Wo.)AT |             |
| 2008 | Tear Me Down Want It    | AT49 (2 Wo.)AT |             |
| 2008 | It’s Time Acoustic Live | AT34 (4 Wo.)AT |             |